# Zoraptera
Zoraptera este un ordin de insecte ce conține o singură familie, Zorotypidae, care conține un singur gen dispărut cu 39 specii, Zorotypus.